# 槌田劭
槌田 劭（つちだ たかし、1935年11月27日 - ）は、日本の物理学者、アソシエーショニスト。専攻は金属物理学（特にレアアース）。

## 来歴
京都市生まれ。父は槌田龍太郎、兄は槌田敦。1958年 京都大学理学部化学科卒業。1963年アメリカピッツバーグ大学留学。1967年京都大学工学部助教授。
1973年伊方原発訴訟に住民側証人として参加。炉心担当。1978年松山地方裁判所での敗訴後、科学技術そのものの社会でのあり方に疑問を持ち、1979年京都大学を辞職。1979年京都精華大学開学時に精華大教員に（美術学部）。
1973年使い捨て時代を考える会、1975年安全農産供給センターを設立。有機農業運動及び環境運動に深く関わる。日本有機農業研究会幹事など歴任。

## 著書
- 『工業社会の崩壊』四季書房 1979
- 『共生の時代 使い捨て時代を超えて』樹心社 1981
- 『破滅にいたる工業的くらし』樹心社 1983
- 『未来へつなぐ農的くらし』樹心社 1983
- 『歩く速度で暮らす あしたのための生活ガイド』太郎次郎社 シリーズしごとの発見 1985
- 『脱原発・共生への道』樹心社 1990
- 『自立と共生 地球時代を生きる』樹心社 1994
- 『共生共貧・21世紀を生きる道 大地に根ざし、もっとゆっくり、もっと小さく』樹心社 2003

### 共編著
- 『化学者槌田龍太郎の意見』槌田敦共編 化学同人 1975
- 『技術と人間　原子力と安全論争＝伊方原発訴訟の判決批判』　技術と人間6月臨時増刊号　1978年
- 『農の再生・人の再生 産直運動をめぐって』飯沼二郎共著 人文書院 1983
- 『未来へ生きる食を求めて わが家の十二ケ月』槌田佳代子共著 樹心社 1985
- 『地球をこわさない生き方の本』編著 岩波ジュニア新書 1990
- 『シリーズ<環境・エコロジー・人間> 別巻 1　共感する環境学 地域の人びとに学ぶ』嘉田由紀子,山田國廣共編著 ミネルヴァ書房　2000
- 『水と暮らしの環境文化 京都から世界へつなぐ』嘉田由紀子共編 昭和堂 2003
- 『原発事故後の日本を生きるということ』小出裕章,中嶌哲演共著 農山漁村文化協会 農文協ブックレット 2012

## 論文
- Cinii
- 「原発と科学」　『at プラス』10号　2011年11月　太田出版
- 「家庭菜園と縁故米でできる自給暮らし－自然と人間とが共生する道筋を」『社会運動』2015年5月　インスクリプト
- 槌田 劭プロフィール